# 総合リハビリセンター駅
総合リハビリセンター駅（そうごうリハビリセンターえき）は、愛知県名古屋市瑞穂区彌富町字月見ケ岡にある、名古屋市営地下鉄名城線の駅である。駅番号はM21。アクセントカラーは深緑。
駅名標の駅名英字表記はSogo Rihabiri Centerとなっており、英語での駅名説明はない。車内放送の英語でも「リハビリ」は「Rihabiri」と固有名詞的に呼ばれている。一方、駅ホームにある近隣施設案内ではRehabilitation Centerとされている。計画当時に予定されていた駅名は「清水ヶ岡」。
名古屋市営地下鉄名港線の日比野駅（中央卸売市場）や同桜通線の国際センター駅の駅名標には、英語での駅名説明がある（日比野駅は副称の中央卸売市場に関して）。
また、日本の地下鉄において最も長い駅名である（読み仮名表記を含めれば福岡市地下鉄の馬出九大病院前駅が長い）。

## 歴史
- 2004年（平成16年）10月6日：開業。開業日は、名城線環状化記念出発式が当駅にて行われた。
- 2021年（令和3年）
  - 1月25日：2番線で可動式ホーム柵使用開始。
  - 2月1日：1番線で可動式ホーム柵使用開始。

## 駅構造
島式1面2線のホームの地下駅。
当駅は、名城線南部駅務区金山管区駅が管轄している。
コンコースから地上行きのエレベーターが2基設置されている。(シンドラーエレベータ社製)

### のりば
| ホーム | 路線   | 方向   | 行先             |
| ------ | ------ | ------ | ---------------- |
| 1      | 名城線 | 左回り | 八事・本山方面   |
| 2      | 名城線 | 右回り | 新瑞橋・金山方面 |

## 利用状況
名古屋市統計年鑑によると、当駅の一日平均乗車人員は以下の通り推移している。
- 2004年度　1,873人
- 2005年度　2,190人
- 2006年度　2,515人
- 2007年度　2,668人
- 2008年度　2,807人
- 2009年度　2,825人
- 2010年度　2,800人
- 2011年度　2,848人
- 2012年度　2,982人
- 2013年度　3,016人
- 2014年度　3,084人
- 2015年度　3,170人
- 2016年度　3,247人
- 2017年度　3,342人
- 2018年度　3,372人
- 2019年度　3,359人

## 駅周辺

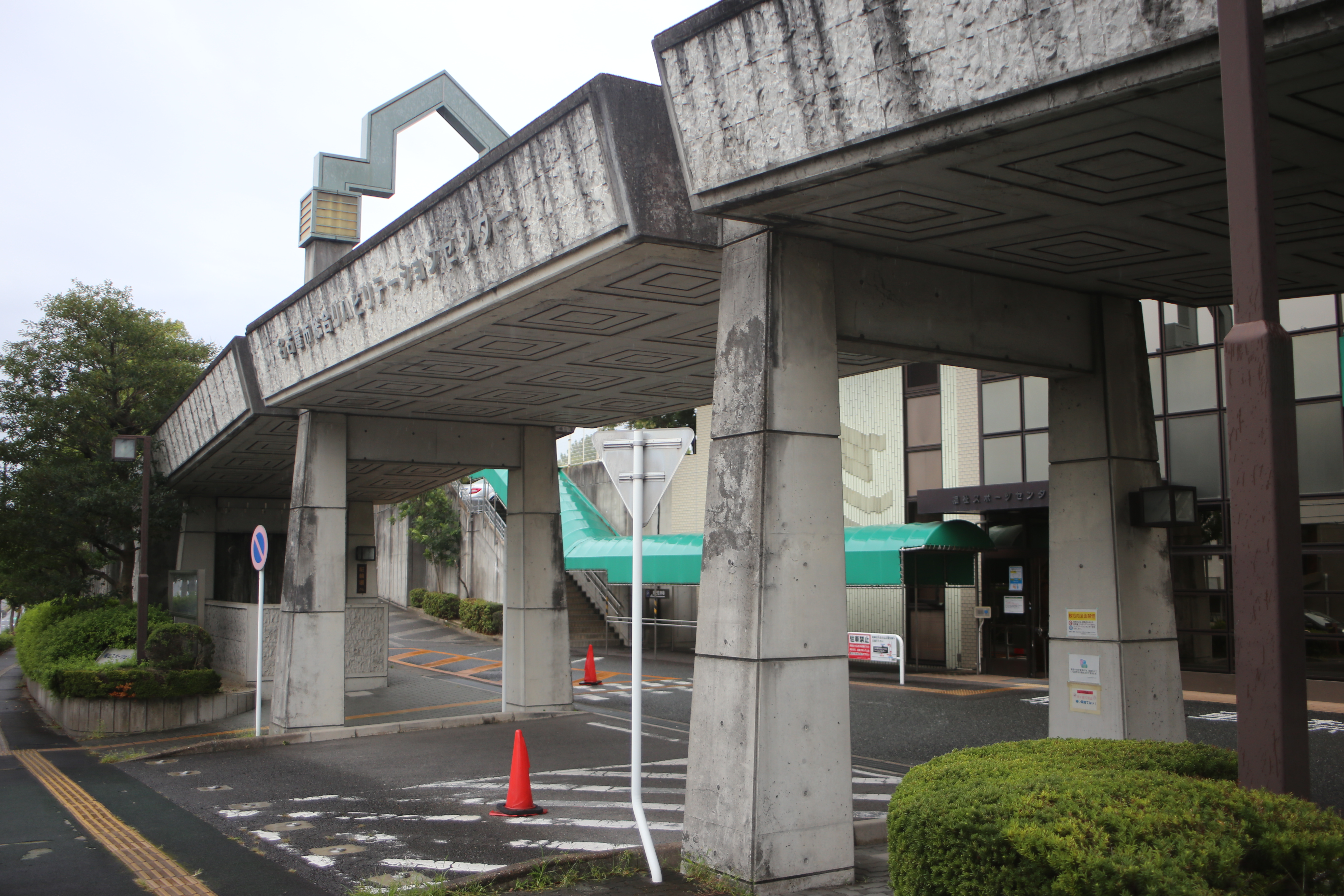
名古屋市総合リハビリテーションセンター

- 名古屋市立大学医学部附属リハビリテーション病院（旧称：名古屋市総合リハビリテーションセンター）
  - リハビリテーションセンター
    - 附属病院

  - 福祉スポーツセンター
  - なごや福祉用具プラザ
- 山手グリーンロード
- 密柑山公園
- サポーレ 瑞穂店

## バス路線
名古屋市営バス「総合リハビリセンター」バス停
折り返す系統はなく、瑞穂運動場東などへ引き続き運行される。地下鉄開業前の金山14は清水ヶ岡を起終点としており、回転場も存在したことがある。
- 金山14：金山 - 博物館 - 総合リハビリセンター - 瑞穂運動場東
- 金山14：金山 - 豆田町 - 総合リハビリセンター - 瑞穂運動場東
- 地鳴・瑞：地下鉄鳴子北 - 総合リハビリセンター - 瑞穂運動場東
- 瑞穂巡回：新瑞橋 - 総合リハビリセンター - 新瑞橋（右回り・左回り）

## 隣の駅
名古屋市営地下鉄
 名城線
八事駅 (M20) - 総合リハビリセンター駅 (M21) - 瑞穂運動場東駅 (M22)